# Cyclosalpa polae
Cyclosalpa polae är en ryggsträngsdjursart som beskrevs av Sigl 1912. Cyclosalpa polae ingår i släktet Cyclosalpa och familjen bandsalper. Inga underarter finns listade i Catalogue of Life.